# Servatius Hochecker
Servatius Hochecker (Francoforte sul Meno, 1701  o 1689 – Francoforte sul Meno, 1734) è stato uno scultore tedesco.

## Biografia
Padre del pittore Franz Hochecker, realizzò soprattutto effigi, statue decorative per altari e organi, altari, come ad esempio l'altare della Trinità nel duomo di San Bartolomeo a Francoforte sul Meno.Secondo Hüsgen, le sculture di Hochecker dimostrano la grande maestria dell'artista, come ad esempio la sua opera San Sebastiano.
La figlia Anna Maria sposò nel 1744 il pittore Christian Georg Schütz. Morì nel 1734 a soli 33 anni, secondo il Füssli, mentre secondo la DNB l'anno di nascita di Hochecker è il 1689.